# Фрай, Биркетт
Биркетт Девинпорт Фрай (Birkett Davenport Fry) (24 июня 1822 — 21 января 1891) — американский военный, юрист и торговец хлопком, бригадный генерал Армии Конфедерации в годы гражданской войны. Командовал 13-м Алабамским полком бригады Арчера, участвовал  самой первой атаке при Геттисберге, а после пленения Арчера возглавил бригаду и командовал ею во время Атаки Пикетта.

## Ранние годы
Фрай родился округе Канова, в Вирджинии (сейчас Западная Вирджиния) 24 июня 1822 года. Учился в Вашингтон-Колледже (Пенсильвания) в 1838—1839, затем поступил в Вирджинский военный институт, который покинул в 1842 году и перешёл в Военную академию Вест-Пойнт. Он должен был окончить академию в выпуске 1846 года, но был отчислен в 1843 году из-за неуспешности в математике. Тогда он вернулся в Вирджинию, начал изучать право и в 1846 году прошёл квалификационный экзамен. Когда в 1846 году началась Мексиканская война, Фрай вступил в армию, служил в 1-м Вольтижерском полку и 24 февраля 1847 года получил звание первого лейтенанта.
После войны Фрай переехал в Калифорнию (31 августа 1848). В середине 1850-х он принял участие в экспедиции Уильяма Уокера в Никарагуа (Флибустьерской войне), служил полковником и бригадным генералом в армии Уокера, а после захвата Гранады был назначен губернатором Гранады.

## Гражданская война
Когда Алабама отделилась от Союза, Фрай вступил в армию Конфедерации, сформировал 13-й Алабамский пехотный полк и стал его полковником. Этот полк был переведён в Вирджинию и участвовал в Кампании на полуострове: Фрай командовал полком (в составе бригады Рейнса) во время сражения при Севен-Пайнс, где был ранен. Он выбыл из строя на несколько месяцев, но снова вернулся в полк во время Мерилендской кампании и командовал полком в сражении при Энтитеме (в составе бригады Колкитта). В этом сражении Фрай был ранен в руку и выбыл из строя на несколько месяцев. Он вернулся в полк весной, перед сражением при Чанселорсвилле, где его полк участвовал в атаке бригады Арчера на высоту Хейзел-Гроув.
Полк Фрай участвовал в Гетисбергской кампании и одним из первых вступил в бой в первый день биты при Геттисберге: он был в числе тех, кто начал наступление на кавалерию Джона Бьюфорда, а затем атаковал хребет Макферсона, где попал под удар федеральной Железной Бригады. В этом бою попал в плен генерал Арчер, и Фрай принял командование его бригадой. Она не участвовала в боях 2 июля, но 3 июля была задействована во время атаки Пикетта. Бригада занимала правый фланг дивизии Петтигрю, и дивизии Пикетта было приказано равняться на Фрая, бригада которого оказалась центральной наступающей бригадой. Бригаде удалось дойти до Эммитсбергской дороги, когда Фрай получил ранение. Он был так уверен в победе, что сказал своим людям «Продолжайте, это продлится не более пяти минут!». После отступления раненый Фрай и попал в плен. Его отправили в федеральный полевой госпиталь, а затем в тюрьму в форте Макгенри в Балтиморе.
Фрай был условно освобождён 29 марта 1864 года и отпущен по обмену 5 апреля 1864 года в Сити-Пойнт. Он вернулся в армию к началу Оверлендской кампании. Во время рейда Шеридана на Ричмонд в начале мая Фрая было поручено командовать бригадой Сета Бартона, и во главе этой бригады он участвовал в сражении при Мидоу-Бридж. 24 мая 1864 года Фрай получил звание бригадного генерала.
В последние месяцы войны Фрай командовал военным дистриктом Южная Каролина и Джорджия.

## Послевоенная деятельность
После сдачи Огасты Фрай уехал на Кубу, где жил в Гаване вместе с другими известными конфедератами: Джубалом Эрли, Джоном Брекинриджем, Робертом Тумбсом и Джоном Магрудером. н вернулся в США только в 1868 году, поселившись в Таллахаси (Алабама). Впоследствии он продолжил карьеру бизнесмена во Флориде, а в 1881 году переехал в Ричмонд.
Он умер в Ричмонде 21 января 1891 года и был похоронен на кладбище Оаквуд-Семетери.